# Asperjòc
Asperjoc és un municipi francès situat al departament de l'Ardecha i a la regió d'Alvèrnia-Roine-Alps. L'any 2007 tenia 336 habitants.

## Demografia

### Població
El 2007 la població de fet d'Asperjoc era de 336 persones. Hi havia 156 famílies de les quals 52 eren unipersonals (28 homes vivint sols i 24 dones vivint soles), 56 parelles sense fills, 44 parelles amb fills i 4 famílies monoparentals amb fills.
La població ha evolucionat segons el següent gràfic:
Habitants censats

### Habitatges
El 2007 hi havia 289 habitatges, 157 eren l'habitatge principal de la família, 94 eren segones residències i 37 estaven desocupats. 244 eren cases i 42 eren apartaments. Dels 157 habitatges principals, 108 estaven ocupats pels seus propietaris, 39 estaven llogats i ocupats pels llogaters i 10 estaven cedits a títol gratuït; 3 tenien una cambra, 13 en tenien dues, 29 en tenien tres, 53 en tenien quatre i 59 en tenien cinc o més. 116 habitatges disposaven pel capbaix d'una plaça de pàrquing. A 70 habitatges hi havia un automòbil i a 72 n'hi havia dos o més.

### Piràmide de població
La piràmide de població per edats i sexe el 2009 era:
| Homes | Edats   | Dones |
| ----- | ------- | ----- |
| 0     | 95 o +  | 0     |
| 0     | 90 a 94 | 4     |
| 4     | 85 a 89 | 8     |
| 0     | 80 a 84 | 0     |
| 4     | 75 a 79 | 12    |
| 4     | 70 a 74 | 4     |
| 12    | 65 a 69 | 0     |
| 16    | 60 a 64 | 16    |
| 8     | 55 a 59 | 8     |
| 12    | 50 a 54 | 20    |
| 12    | 45 a 49 | 12    |
| 12    | 40 a 44 | 12    |
| 12    | 35 a 39 | 8     |
| 20    | 30 a 34 | 12    |
| 8     | 25 a 29 | 28    |
| 8     | 20 a 24 | 8     |
| 4     | 15 a 19 | 4     |
| 12    | 10 a 14 | 12    |
| 16    | 5 a 9   | 0     |
| 16    | 0 a 4   | 12    |

## Economia
El 2007 la població en edat de treballar era de 225 persones, 161 eren actives i 64 eren inactives. De les 161 persones actives 130 estaven ocupades (64 homes i 66 dones) i 31 estaven aturades (16 homes i 15 dones). De les 64 persones inactives 22 estaven jubilades, 14 estaven estudiant i 28 estaven classificades com a «altres inactius».

### Ingressos
El 2009 a Asperjoc hi havia 162 unitats fiscals que integraven 363 persones, la mediana anual d'ingressos fiscals per persona era de 15.726 €.

### Activitats econòmiques
Dels 19 establiments que hi havia el 2007, 1 era d'una empresa extractiva, 1 d'una empresa alimentària, 3 d'empreses de fabricació d'altres productes industrials, 2 d'empreses de construcció, 3 d'empreses de comerç i reparació d'automòbils, 3 d'empreses d'hostatgeria i restauració, 1 d'una empresa financera, 1 d'una empresa immobiliària, 3 d'empreses de serveis i 1 d'una empresa classificada com a «altres activitats de serveis».
L'únic servei als particulars que hi havia el 2009 era una fusteria.
L'any 2000 a Asperjoc hi havia 5 explotacions agrícoles.

## Equipaments sanitaris i escolars
El 2009 hi havia una escola elemental.

## Poblacions més properes
El següent diagrama mostra les poblacions més properes.